# Сантана, Фелипе
Аугу́сто Фели́пе Санта́на (порт.-браз. Augusto Felipe Santana; 17 марта 1986, Риу-Клару, штат Сан-Паулу) — бразильский футболист, защитник.

## Биография
В юношеском возрасте Сантана попал в школу «Фигейренсе», где тренировался до 2005 года, когда был приглашён на тренировки с основой. В 2006 году дебютировал за бразильский клуб в официальном матче. Всего за «Фигейренсе» провёл 37 игр и забил 5 мячей.
Летом 2008 года талантливого защитника подписала дортмундская «Боруссия». И он сразу же смог закрепиться в новой команде. Дебют в Бундеслиге состоялся 21 сентября 2008 года в выездном матче пятого тура против «Хоффенхайма», закончившемся победой хозяев со счётом 4:1, что являлось в некотором роде сенсацией. Фелипе вышел в основном составе, а на 90-й минуте отметился голом. Первые три матча Сантаны стали настоящей сенсацией — молодой защитник забил в них три мяча, по одному в каждом.
Летом 2012 года Сантана продлил контракт с «Боруссией» до 2014 года. 9 апреля 2013 года он забил победный гол в ответном четвертьфинальном матче Лиги чемпионов 2012/13 против «Малаги» (2:2) на 92-й минуте, который вывел дортмундский клуб в полуфинал.
28 мая 2013 года Сантана подписал 3-летний контракт с «Шальке 04».
В зимнее трансферное 2015 года футболист перешёл в греческий «Олимпиакос» на правах аренды до конца сезона 14/15. Бразилец не попадал в состав немецкого клуба, поэтому Сантана был отправлен в греческий клуб для получения игровой практики. По истечении срока аренды вернулся в немецкий клуб.
11 января 2016 года перешёл в российский клуб «Кубань», заключив контракт на 2,5 года.
21 декабря 2016 года подписал контракт с «Атлетико Минейро» сроком на два года.

## Достижения
- Финалист Кубка Бразилии (1): 2007
- Чемпион Германии (2): 2010/11, 2011/12
- Обладатель Кубка Германии (1): 2011/12
- Чемпион Греции (1): 2014/15
- Обладатель Кубка Греции (1): 2014/15
- Финалист Лиги чемпионов УЕФА (1): 2012/13